# Swochowo (przystanek kolejowy)
Siemianice – nieistniejący przystanek kolejowy w Swochowie, w województwie pomorskim, w Polsce.